# Luis Walter Álvarez
Luis Walter Álvarez (San Francisco, California, 13 de junio de 1911-Berkeley, California, 1 de septiembre de 1988) fue un físico estadounidense. Fue premio Nobel de Física en 1968 y tomó parte en el proyecto Manhattan, en el que se desarrolló la bomba atómica.

## Biografía
Luis Walter Álvarez nació en San Francisco el 13 de junio de 1911 en el seno de una familia católica. Fue el segundo hijo y el varón mayor del médico Walter C. Álvarez y su esposa Harriet, de soltera Smyth. También fue nieto de Luis Fernández Álvarez, médico español nacido en Asturias, quien vivió un tiempo en Cuba y finalmente se estableció en Estados Unidos, donde encontró un método más eficaz para diagnosticar la lepra macular. Tenía una hermana mayor, Gladys, un hermano menor, Bob, y una hermana menor, Bernice. Su tía, Mabel Álvarez, era una artista californiana.
Graduado en Física por la Universidad de Chicago (recibió el bachiller en ciencias en 1932 y la maestría en ciencias en 1934), se doctoró en la misma universidad en 1936. Al haber terminado sus estudios, empezó a trabajar para la Universidad de California en Berkeley. Aunque fue profesor de Berkeley durante toda su carrera, trabajó también en el Instituto Tecnológico de Massachusetts (M.I.T.) entre 1940 y 1943, en el laboratorio de Metalurgia de la Universidad de Chicago y en el proyecto Manhattan del Laboratorio Nacional de Los Álamos para la fabricación de la bomba atómica. «A diferencia de algunos de los otros científicos, no lamentó la construcción de la bomba ni su uso.»
Durante la guerra, antes de su etapa en Los Álamos, trabajó en el Laboratorio de Radiación del Instituto Tecnológico de Massachusetts (MIT), donde inventó un sistema de radar para aterrizajes de aviones sin visibilidad. Posteriormente dirigió la construcción del primer acelerador de partículas lineal de protones (1946–1947) e inventó la cámara de burbujas de hidrógeno líquido, con la que identificó muchos estados de resonancia de partículas ya conocidas. A lo largo de su carrera tocó un amplio abanico de temas físicos, como los rayos cósmicos (fue codescubridor del efecto Este-Oeste), física nuclear (captura de K-electrones, producción de neutrones lentos, radioactividad del tritio, etc.), física de altas energías, etc.
Recibió el premio Nobel de Física en 1968.
También se hizo famoso por temas más apartados de la física y la biología, como su famosa teoría, propuesta junto a su hijo, el geólogo Walter Álvarez, de la extinción de los dinosaurios por efecto de la caída de un gran meteorito, esta teoría fue propuesta en 1981, y como por su sistema para observar el interior de las pirámides de Egipto por medio de los rayos X.
Murió debido a un cáncer.
Menos conocido es su rol como tripulante del avión de observación científica, en la misión de bombardeo a la ciudad japonesa de Hiroshima en agosto de 1945, volando unos kilómetros detrás del Enola Gay. Luis Álvarez estuvo a cargo de los diversos dispositivos, diseñados por él, que desde ese segundo avión o dejados caer en paracaídas, transmitiendo por radio, recogieron los datos que permitieron evaluar la liberación de energía del dispositivo atómico.